# Nedam Autobus Onderneming

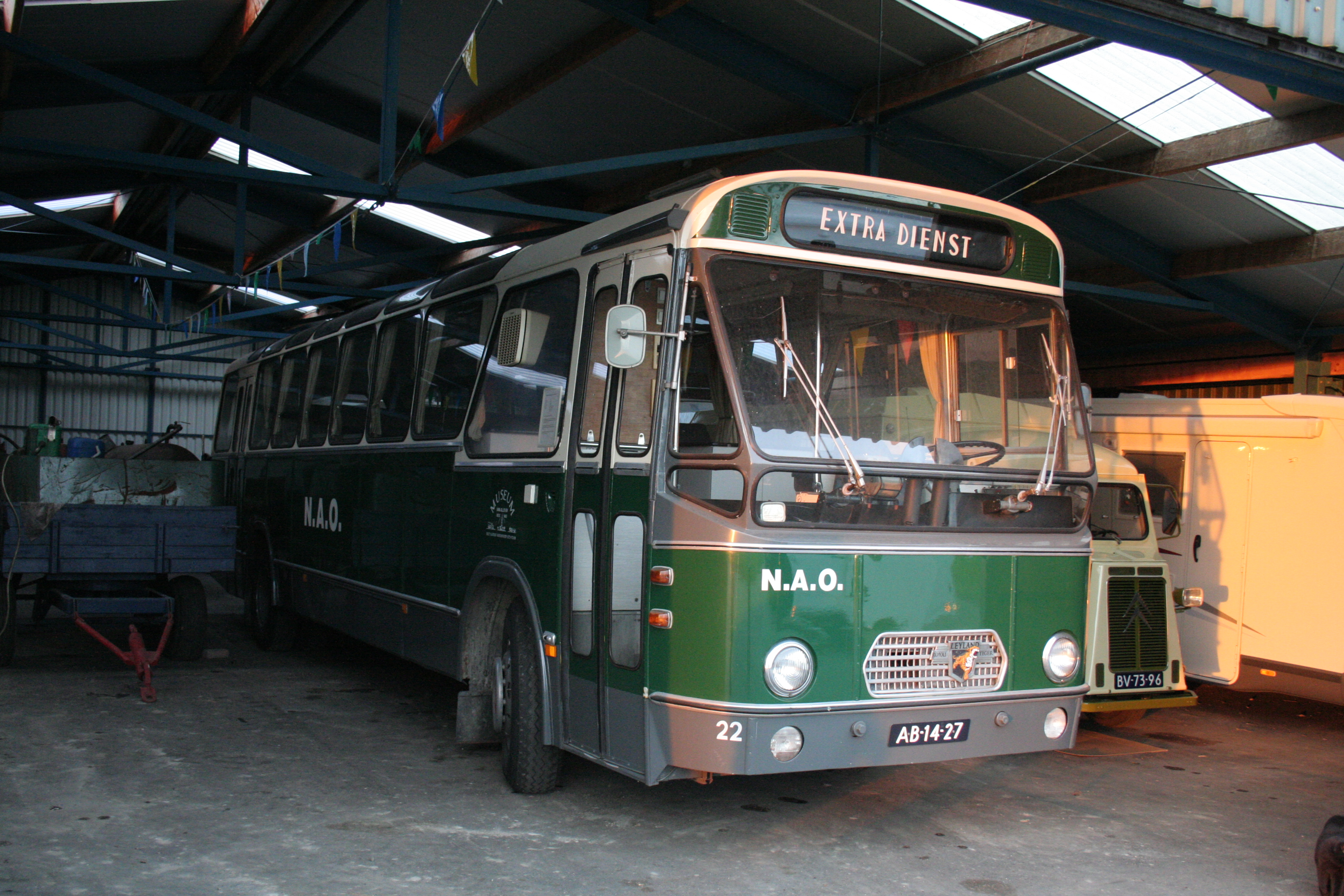
Een bewaarde bus van de NAO in 2008

Nedam Autobus Onderneming NV (NAO) is een Nederlands voormalig openbaarvervoerbedrijf te Roermond dat tot en met 1977 autobusdiensten exploiteerde. Op 1 januari 1978 fuseerde NAO met de Limburgsche Tramweg-Maatschappij (LTM) tot Verenigd Streekvervoer Limburg (VSL).

## Ontstaan
De NAO begon op 15 januari 1924 als Autogarage NEDAM (NEDerlandsch-AMerikaansche Im- en Export Maatschappij) met het exploiteren van twee busdiensten van Roermond naar Venlo, langs beide kanten van de Maas. Het ging om de lijnen Roermond-Swalmen-Reuver-Steyl-Tegelen-Venlo en Roermond-Horn-Kessel-Venlo.

## Concurrentie
De Maas-Buurtspoorweg (MBS) uit Gennep claimde vanaf 1923 actief te zijn op het traject Venlo-Steyl. De Nederlandse Spoorwegen zag beide buslijnen van NEDAM een bedreiging. Toen de overheid vanaf 1926 met de wet Wet Openbare Vervoermiddelen buslijnen koppelde aan vergunningen, om zo de wildgroei van busondernemingen te reguleren, probeerden zowel MBS als NS de vergunningen van NEDAM aan te vallen. Per koninklijk besluit kreeg NEDAM op 18 mei 1929 toestemming om op beide trajecten te gaan rijden. Alleen op het traject Venlo-Tegelen mocht NAO niet rijden ten gunste van MBS. Daarna verliep het voorspoedig met NEDAM. In 1937 werd de busdienst losgekoppeld van de garage activiteiten en ging het bedrijf verder als Nedam's Autobus Onderneming NV.

## Uitbreiding
In 1937 kwam er een nieuwe regelgeving op het gebied van openbaar vervoer en werd de Commissie Vergunningen Personenvervoer (CVP) opgericht. De taak van deze overheidsinstelling was het vormen van streekvervoerbedrijven. NAO behoorde tot de aangewezen bedrijven. CVP dreigde vergunningen van kleine particuliere ondernemingen in te trekken. Veel ondernemingen verkochten daarom hun bedrijven. NAO kocht op 8 april 1940 het busbedrijf van H.H. Kupers uit Weert en verkreeg vier nieuwe lijnen: Weert-Neeritter-Roermond, Weert-Stramproy, Weert-Kelpen-Roermond en Weert-Heythuysen-Weert. Verder was het eigen wagenpark in 1939 al vernieuwd. In mei 1942 droeg LTM Roermond-Neeritter en Roermond-Meijel over aan NAO.

## Tweede Wereldoorlog
In de Tweede Wereldoorlog ging het minder voorspoedig met NAO. Zes nieuwe bussen werden door de bezetter gevorderd. NAO kon vervangend materiaal regelen, dat vanwege brandstofschaarste uitgerust werd met gasgeneratoren. De busdiensten liepen terug en na het einde van de oorlog waren slechts twee wrakken over. NAO wist twee gevorderde bussen terug te vinden en op te knappen en kon op 12 november 1945 de lijnen Roermond-Kessel-Venlo en Roermond-Meyel hervatten. NAO schafte vervolgens 'noodbussen' aan, vaak oude legervoertuigen die aangepast werden voor personenvervoer.

## Wederopbouw
Eind jaren 40 kwamen er nieuwe bussen en breidde NAO zich verder uit. Er kwamen drie grensoverschrijdende lijnen naar Duitsland, Roermond-Posterholt-Heinsberg, Roermond-Maasniel-Elmpt en Roermond-Swalmen-Brüggen. LTM stond zijn laatste lijn in Roermond, de lijn Roermond-Vlodrop, af aan NAO. Zuidooster stond de lijn Venlo-Tegelen-Steyl af aan NAO. In 1954 werd een nieuw hoofdkantoor geopend. In 1956 had NAO tien buslijnen, 80 personeelsleden en 27 bussen. Er werden 2 miljoen reizigers per jaar vervoerd.

## Groei
In de jaren 60 kocht NAO voornamelijk bussen van Leyland-Verheul en begon een nauwe samenwerking met Zuidooster. Van Zuidooster werden bussen overgenomen voor de nieuw opgezette stadsdienst in Roermond. Vanaf 1968 stapte NAO over op de nieuwe standaardstreekbus. In 1969 besloot de Commissie Vervoervergunningen (CVV, vroeger CVP) tot schaalvergroting. Voor NAO betekende dit een samenwerkingsverband met de Eerste Beeker Autobus Dienst (EBAD) en Cramers Autobus Onderneming (CAO). De vervoerder Vaassen's Autobus Dienst en Autohandel (VADAH) uit Echt verdween. De garage in Echt, zestien personeelsleden, negen bussen en de aansluitende lijnen ten noorden van Echt gingen over naar NAO, de lijnen ten zuiden gingen naar EBAD. Hierdoor verkreeg NAO de lijnen Roermond-Maasbracht-Echt-Pey, Roermond-Maasbracht-Ohé-Echt, Maasbracht-Wessem en Roermond-Pey-Maria-Hoop.

## Samenwerking met NS
In 1972 ging NAO samenwerken met de NS door via de inkoopcommissie van NS nieuwe standaardstreekbussen te bestellen. Ook ging NAO praten met NS en NS-dochter Zuidooster over verdere samenwerking. De provincie drong erop aan dat LTM de NAO aandelen zou overkopen. NS, die in LTM slechts een minderheidsbelang had, besloot in 1973 alle NAO-aandelen zelf over te nemen.

## Fusie tot VSL
In 1974 werd het Managementteam Exploitatieve Samenwerking Openbaar-vervoerbedrijven (MT-ESO) en de NV ESO opgericht om het overleg en de samenwerking tussen streekvervoerders te vergroten. Onder invloed van ESO werd de samenwerking tussen de Limburgse streekvervoerders vergroot. In 1975 vergaderden LTM en NAO voor het eerst over een mogelijke fusie. Dit ging toen niet door. In 1977 onderhandelde NAO met EBAD over overname van de EBAD-aandelen. Nadat dit beklonken was besloot NAO te gaan fuseren met LTM. Het nieuwe samenwerkingsverband tussen EBAD, NAO en LTM kreeg de naam Verenigd Streekvervoer Limburg (VSL) en daardoor kwam er een einde aan NAO. VSL nam geleidelijk de laatste particuliere vervoerders in Midden- en Zuid-Limburg over en fuseerde uiteindelijk in 1995 met Zuidooster tot de huidige Hermes Groep, welke tot 10 december 2006 het hele streekvervoer in Limburg verzorgde, met uitzondering van de stadsdienst in Maastricht en streekvervoer in het Heuvelland.